# Rosenthal (Dahme/Mark)
Rosenthal è una frazione della città tedesca di Dahme/Mark.

## Storia
Il comune di Rosenthal venne aggregato il 31 dicembre 2001 alla città di Dahme/Mark.